# Asterix mortycola
Asterix mortycola är en skalbaggsart som först beskrevs av Sylvain Auguste de Marseul 1864.  Asterix mortycola ingår i släktet Asterix och familjen stumpbaggar. Inga underarter finns listade i Catalogue of Life.